# Förlåt
För begreppet att förlåta någon, se Förlåtelse.

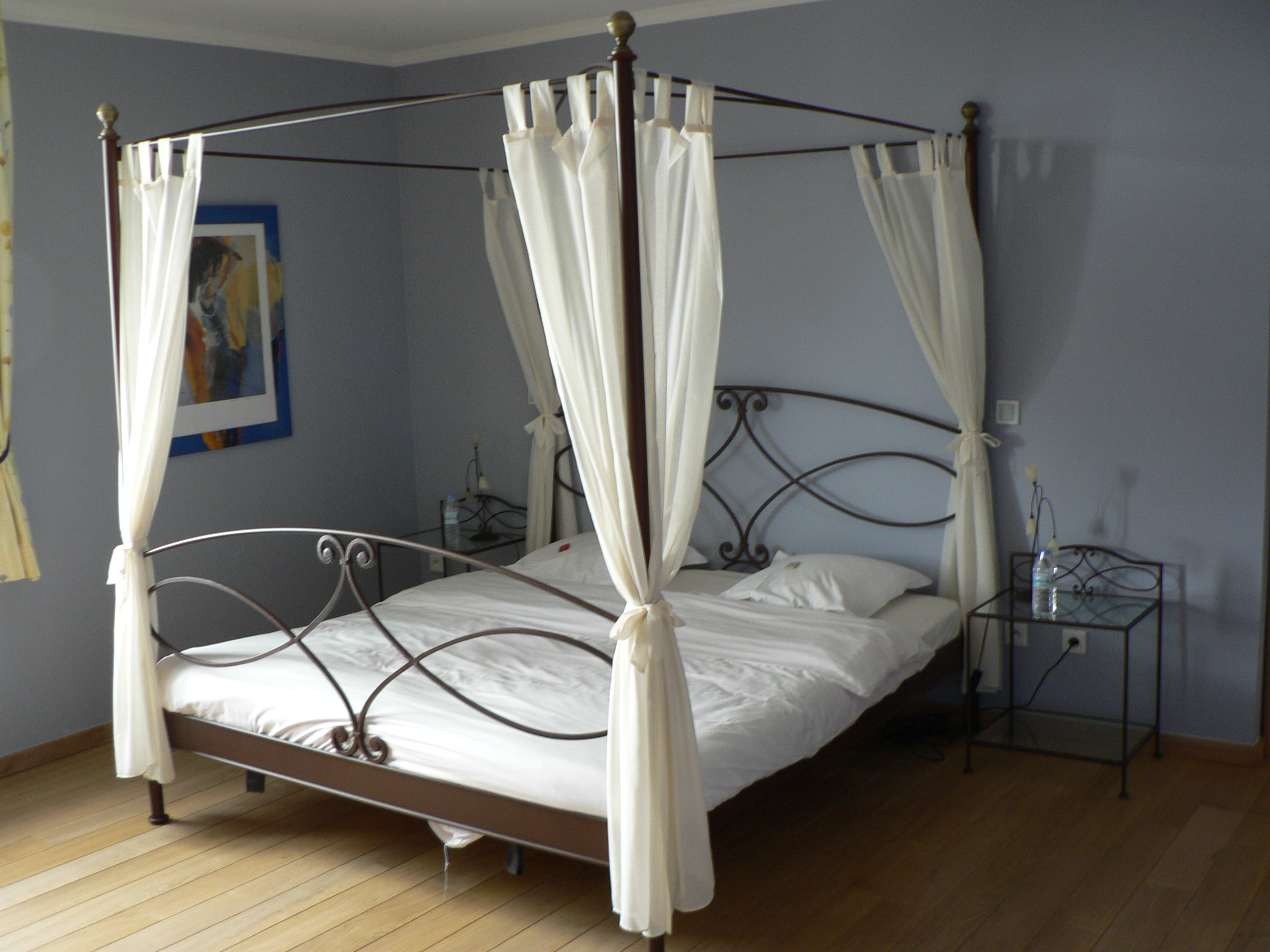
Stolpsäng med sängomhängen.

Förlåt (med betoning på första stavelsen) var det tyg som hängde framför en inbyggd säng, skåpsäng, (= sängförhänge också), till skillnad från sängomhänge som hängde omkring en fristående säng med stolpar i hörnen.
Skillnaden mellan sängomhänge och sparlakan är lite oklar, men sparlakansläxa är ett uttryck känt sedan 1700-talet för den uppläxning hustrun kunde ge mannen, bakom "fördragna gardiner".